# Élections législatives irakiennes de 2018
Les élections législatives irakiennes de 2018 se déroulent le 12 mai 2018 en Irak afin d'élire les 329 membres du Conseil des représentants. Initialement prévues pour septembre 2017, les élections sont reportées du fait de la Seconde guerre civile irakienne et l'occupation du Nord du pays par l'État islamique. La guerre s'achève le 9 décembre 2017, permettant la reprise du processus électoral.
Entre juin et août 2018, un recomptage des bulletins a eu lieu, ordonné par la Cour suprême fédérale, ne changeant que l'attribution d'un seul siège,.

## Système électoral
Le Conseil des représentants de l'Irak est la chambre basse du parlement bicaméral irakien. Elle est cependant de facto le seul pouvoir législatif, le Conseil de la fédération censé constituer la chambre haute ne s'étant encore jamais réuni depuis la mise en place de la constitution de 2005. Le Conseil est composé de 329 représentants élus pour quatre ans au scrutin proportionnel de liste ouvertes dans dix huit circonscriptions de sept à trente quatre sièges correspondants aux gouvernorats de l'Irak. Les sièges sont répartis selon la méthode de Sainte-Laguë avec un quota de 25 % des sièges réservés aux femmes. Aux élections de 2014, ces dernières ont totalisé 25,30 % des membres du conseil.
Sur les 329 sièges, 9 sont réservés aux minorités religieuses ou ethniques, à raison de cinq sièges pour les chrétiens et un chacun pour les Mandéens, Yézidis, Shabaks et Kurdes Feylis, ce dernier ayant été ajouté en février 2018 sur décision du conseil.

### Conditions
Le droit de vote s'acquiert à l'âge de 18 ans. Seules peuvent être élues les personnes âgées d'au moins 30 ans, diplômées de l'enseignement secondaire. Les membres actifs des forces armées ne peuvent se présenter comme candidats. Sont également exclues les personnes condamnées pour détournement de fonds publics ou pour crime d'honneur, ainsi que les anciens cadres du parti Baas.

## Candidats
Parmi les candidats se trouve Mountazer al-Zaïdi, journaliste, connu pour avoir lancé sa paire de chaussures sur le visage de l'ancien président américain, George W. Bush, en décembre 2008. Il se présente sur la liste de l'Alliance des révolutionnaires réformistes de Moqtada al-Sadr et du Parti communiste irakien qu'il présente comme « une liste indépendante qui veut casser les reins au confessionnalisme ».
Le 7 mai 2018, le groupe terroriste Daech revendique l'assassinat de Farouq Zarzour al-Joubouri, candidat sunnite, dans un de ses anciens fiefs.

## Résultats
| Partis ou coalitions     | Partis ou coalitions                           | Voix       | %     | Sièges | +/-           |
| ------------------------ | ---------------------------------------------- | ---------- | ----- | ------ | ------------- |
|                          | En marche                                      | 1 493 542  | 14,38 | 54     | Nv.           |
|                          | Alliance Fatah                                 | 1 366 789  | 13,16 | 48     | Nv.           |
|                          | Alliance de la victoire                        | 1 133 912  | 10,92 | 42     | Nv.           |
|                          | Parti démocratique du Kurdistan                | 873 645    | 8,41  | 25     | en stagnation |
|                          | Coalition de l'État de droit                   | 725 108    | 6,98  | 25     | 67            |
|                          | Al-Wataniya                                    | 623 594    | 6,01  | 21     | en stagnation |
|                          | Union patriotique du Kurdistan                 | 616 232    | 5,93  | 18     | 3             |
|                          | Mouvement de la sagesse nationale              | 547 223    | 5,27  | 19     | Nv.           |
|                          | Liste Moutahidoun                              | 368 633    | 3,55  | 14     | 9             |
|                          | Mouvement Gorran                               | 215 829    | 2,08  | 5      | 4             |
|                          | Mouvement de la nouvelle génération            | 170 919    | 1,65  | 4      | Nv.           |
|                          | MNDR - Anbar est notre identité                | 144 182    | 1,39  | 6      | Nv.           |
|                          | Mouvement Eradaa                               | 138 367    | 1,33  | 3      | Nv.           |
|                          | Coalition pour la démocratie et la justice     | 123 184    | 1,19  | 2      | Nv.           |
|                          | Coalition capable pour le changement           | 112 965    | 1,09  | 2      |               |
|                          | Alliance de Baghdad                            | 98 354     | 0,95  | 3      | Nv.           |
|                          | Union islamique du Kurdistan                   | 98 278     | 0,95  | 2      | 2             |
|                          | Groupe islamique du Kurdistan                  | 96 876     | 0,93  | 2      | 1             |
|                          | Alliance arabe de Kirkouk                      | 84 102     | 0,81  | 3      | 2             |
|                          | MNDR - Ninive est notre identité               | 83 102     | 0,80  | 3      | Nv.           |
|                          | Alliance civilisée                             | 82 824     | 0,80  | 3      | Nv.           |
|                          | Front turkmène de Kirkouk                      | 79 694     | 0,77  | 3      | 1             |
|                          | Coalition de la forteresse nationale           | 77 624     | 0,75  | 3      | Nv.           |
|                          | Approche démocratique                          | 70 195     | 0,68  | 1      |               |
|                          | Parti national des masses                      | 54 135     | 0,52  | 2      |               |
|                          | Bannières de la bienveillance                  | 50 863     | 0,49  | 2      |               |
|                          | Le passage                                     | 50 243     | 0,48  | 2      |               |
|                          | Parti civil                                    | 32 584     | 0,31  | 1      |               |
|                          | MNDR - Saladin est notre identité              | 31 994     | 0,31  | 1      |               |
|                          | Assemblée des hommes d'Irak                    | 25 837     | 0,25  | 1      |               |
|                          | Mouvement Babylone                             | 13 647     | 0,13  | 2      |               |
|                          | Mouvement yézidi pour la réforme et le progrès | 11 141     | 0,11  | 1      |               |
|                          | Conseil populaire chaldéen syriaque assyrien   | 7 293      | 0,07  | 1      | 1             |
|                          | Alliance civile démocratique                   | 6 353      | 0,06  | 1      |               |
|                          | Liste nationale chaldéenne                     | 4 864      | 0,05  | 1      |               |
|                          | Liste Rafidain                                 | 4 077      | 0,04  | 1      | 1             |
|                          | Indépendants                                   | 465 641    | 4,48  | 2      | 2             |
|                          |                                                |            |       |        |               |
| Suffrages exprimés       | Suffrages exprimés                             | 10 384 502 | 95,79 |        |               |
| Votes blancs et nuls     | Votes blancs et nuls                           | 456 467    | 3,21  |        |               |
| Total                    | Total                                          | 10 840 969 | 100   | 329    | 1             |
| Abstentions              | Abstentions                                    | 13 511 284 | 55,48 |        |               |
| Inscrits / participation | Inscrits / participation                       | 24 352 253 | 44,52 |        |               |

## Conséquences
Les résultats du scrutin, au cours duquel les sadristes arrivent en tête, font l'objet de contestations, ce qui mène à un audit du scrutin. Le 6 juin 2018, le Parlement sortant demande un recomptage des voix. Le 10 juin, un incendie criminel a lieu dans un bâtiment où était stocké le matériel électoral. Le 21 juin, la Cour suprême annonce le recomptage total puis, le 24 juin, les nouveaux juges de la commission électorale annoncent que le recomptage ne sera que partiel. Le recomptage finit en août 2018 et ne change l'attribution que d'un siège, l'Alliance Fatha (ou Alliance de la conquête) passe de 47 à 48 sièges au détriment d'un petit parti.
La coalition sadiste En marche ayant remporté 54 sièges sur 329 aux élections, ce qui est le meilleur score, Moqtada al-Sadr mène, dès mi-mai, des discussions avec d'autres coalitions afin de former un gouvernement. L'Iran et les États-Unis interviennent chacun de leur côté dans les tractations pour que se forme un gouvernement qui leur convienne. La constitution irakienne accorde un délai de trois mois maximum pour former un gouvernement.
Le 12 juin, le courant sadriste et l'Alliance de la conquête (Alliance Fatah, dirigée par Hadi al-Ameri, proche de l'Iran) annoncent un accord de coalition. Cet accord s'ajoute à ceux obtenus avec l'Alliance de la sagesse nationale (dirigée par le dignitaire Ammar al-Hakim (en)) et avec le parti Al-Wataniya de Iyad Allaoui, totalisant ainsi 141 sièges sur les 329 de l'assemblée. Le 23 juin, l'alliance du Premier ministre sortant rejoint la coalition.
Le 8 septembre, le courant sadriste et la coalition Fatah appellent à la démission d'Abadi après des émeutes à Bassorah.